# Omega-2-Konstante des äquianharmonischen Falls
Die Omega-2-Konstante des äquianharmonischen Falls ist eine nichtelementare mathematische Konstante. Sie wurde von Karl Theodor Wilhelm Weierstraß eingeführt. Das Ableitungsquadrat von der Umkehrfunktion der verallgemeinerten Weierstraßschen ℘-Funktion ist immer der Kehrwert eines ganzrationalen kubischen Polynoms, bei dem der Koeffizient des kubischen Gliedes den Wert 4 und der Koeffizient des quadratischen Gliedes den Wert 0 annimmt. Wenn bei diesem kubischen Polynom der Koeffizient des linearen Gliedes den Wert 0 und der Koeffizient des absoluten Gliedes den Wert −1 annimmt, dann hat die reelle Halbperiode den Wert der Omega-2-Konstante.

## Definition
Nach der genannten Beschreibung wird die Omega-2-Konstante auf folgende Weise definiert:
{\displaystyle \omega _{2}=\int _{\sqrt[{3}]{1/4}}^{\infty }{\frac {1}{\sqrt {4x^{3}-1}}}\mathrm {d} x}
Im Dezimalsystem hat diese Konstante diese Nachkommastellen:
{\displaystyle \omega _{2}\approx 1{,}5299540370571928749131941723\ldots }

## Eigenschaften
Diese Konstante kann über die Gammafunktion ausgedrückt werden:
{\displaystyle \omega _{2}={\frac {1}{4\pi }}\Gamma {\biggl (}{\frac {1}{3}}{\biggr )}^{3}}
Ebenso kann die Omega-2-Konstante auf viele Weisen mit der eulerschen Betafunktion formuliert werden:
{\displaystyle \omega _{2}={\frac {1}{6{\sqrt[{3}]{2}}}}\mathrm {B} {\biggl (}{\frac {1}{6}};{\frac {1}{6}}{\biggr )}={\frac {1}{2{\sqrt {3}}{\sqrt[{3}]{4}}}}\mathrm {B} {\biggl (}{\frac {1}{6}};{\frac {1}{3}}{\biggr )}={\frac {1}{2{\sqrt {3}}}}\mathrm {B} {\biggl (}{\frac {1}{3}};{\frac {1}{3}}{\biggr )}=}
{\displaystyle ={\frac {1}{3{\sqrt[{3}]{4}}}}\mathrm {B} {\biggl (}{\frac {1}{6}};{\frac {1}{2}}{\biggr )}={\frac {1}{{\sqrt {3}}{\sqrt[{3}]{4}}}}\mathrm {B} {\biggl (}{\frac {1}{3}};{\frac {1}{2}}{\biggr )}={\frac {1}{2{\sqrt {3}}{\sqrt[{3}]{2}}}}\mathrm {B} {\biggl (}{\frac {1}{6}};{\frac {2}{3}}{\biggr )}}
Sie kann auch mit dem vollständigen elliptischen Integral erster Art dargestellt werden:
{\displaystyle \omega _{2}={\frac {\sqrt[{3}]{2}}{\sqrt[{4}]{3}}}K{\biggl [}\sin {\biggl (}{\frac {\pi }{12}}{\biggr )}{\biggr ]}={\frac {\sqrt[{3}]{2}}{\sqrt[{4}]{3}}}\sec {\biggl (}{\frac {\pi }{24}}{\biggr )}^{2}K{\biggl [}\tan {\biggl (}{\frac {\pi }{24}}{\biggr )}^{2}{\biggr ]}}
Analog zum Wallisschen Produkt kann folgende Formel aufgestellt werden:
{\displaystyle \prod _{k=1}^{\infty }{\frac {3k(3k+2)}{(3k+1)^{2}}}=\omega _{2}/{\sqrt {3}}}
Die Superellipse der Relation {\displaystyle x^{3}+y^{3}=1} hat als Fläche unter dem Graph im ersten Quadranten folgenden Wert:
{\displaystyle \int _{0}^{1}{\sqrt[{3}]{1-x^{3}}}\mathrm {d} x=\omega _{2}/{\sqrt {3}}}
Die Superellipse der Relation {\displaystyle x^{6}+y^{6}=1} hat als Fläche unter dem Graph im ersten Quadranten folgenden Wert:
{\displaystyle \int _{0}^{1}{\sqrt[{6}]{1-x^{6}}}\mathrm {d} x=\omega _{2}/{\sqrt[{3}]{4}}}
Als Analogon zur gaußschen Glockenkurve können folgende Integrale formuliert werden:
{\displaystyle \int _{0}^{\infty }\exp(-x^{3})\mathrm {d} x={\tfrac {1}{3}}{\sqrt[{3}]{4\pi \omega _{2}}}}
{\displaystyle \int _{0}^{\infty }x\exp(-x^{3})\mathrm {d} x={\tfrac {1}{9}}{\sqrt {3}}{\sqrt[{3}]{2\pi ^{2}{\omega _{2}}^{-1}}}}

## Bezug zur Landauschen Konstante
Die Landausche Konstante dient zur Ermittlung der Komplexitätsgrenze des Bildbereichs holomorpher Funktionen. Sie beschreibt im Satz von Bloch die Radiusschranken und steht mit der Omega-2-Konstante in folgender Beziehung:
{\displaystyle {\mathfrak {L}}={\tfrac {1}{6}}{\sqrt[{3}]{4}}\pi \omega _{2}^{-1}}